# Susan Sallis
Susan Sallis (* 7. November 1929 in Gloucester, England; † 2020) war eine britische Schriftstellerin. Ihre Schwerpunkte waren zeitgenössische Romane, Jugendromane und Familiensagas. Sie verwendete auch das Pseudonym Susan Meadmore.

## Leben
Sallis besuchte die Girls High School in Gloucester und das St. Matthias College of Education in Bristol. Sie arbeitete als Lehrerin. 1955 heiratete sie Brian Sallis; sie hatte eine Tochter und zwei Söhne. Sie lebte in Somerset.
Für ihr Werk „Sweet Franny“ erhielt sie den American Library Award.

## Werk
- The Sweetest Thing, 2010
- The Path to the Lake, 2009
- Rachel’s Secret, 2008
- After Midnight, 2005 (deutsch: Wie ein Lächeln von dir, Bastei Lübbe 2008, ISBN 978-3-404-15815-7)
- The Pumpkin Coach, 2004 (deutsch: Wie Blumen im Wind, Bastei Lübbe 2007, ISBN 978-3-404-15751-8)
- Lydia Fielding, 2003 (deutsch: Wohin die Liebe führt, Bastei Lübbe 2005, ISBN 3-404-15342-1)
- Five Farthings, 2003 (deutsch: Mein Glück in Somerset, Bastei Lübbe ISBN 978-3-404-15878-2)
- Time of Arrival, 2002 (deutsch: Zeit der Erwartung, Bastei Lübbe 2006, ISBN 978-3-404-15533-0)
- Sea of Dreams, 2001 (deutsch: Ein Fest voller Wunder, Bastei Lübbe 2007, ISBN 978-3-404-77227-8)
- The Apple Barrel, 2000 (deutsch: Schmetterling und Sommerflieder, Bastei Lübbe 2001, ISBN 3-404-14643-3)
- The Keys to the Garden, 1999
- Come Rain or Shine, 1998
- Choises, 1997
- Touched by Angels, 1997 (deutsch: Von Engeln berührt, Bastei Lübbe 2000, ISBN 3-404-14323-X)
- Water Under the Bridge, 1995
- No Time at All, 1994
- Sweeter Than Wine, 1994 (deutsch: Jenseits des Meeres die Sehnsucht, Bastei Lübbe 2002, ISBN 978-3-404-25818-5)
- Daughters of the Moon, 1992 (deutsch: Töchter des Mondlichts, Bastei Lübbe 1999, ISBN 978-3-404-12979-9)
- An Ordinary Woman, 1991
- By Sun and Candlelight, 1989 (deutsch: Das Cottage hinter den Feldern, Bastei Lübbe 2003, ISBN 3-404-14884-3)
- Summer Visitors, 1988 (deutsch: Sommer in Cornwall, Bastei Lübbe 2002, ISBN 3-404-14748-0)
- Rosemary for Remembrance, 1987 (deutsch: Knospen im Schnee, Bastei Lübbe 2004, ISBN 3-404-15240-9)
- Bluebell Windows, 1987 (deutsch: Der Duft der Herbstzeitlosen, Bastei Lübbe 2004, ISBN 3-404-15183-6)
- The Daffodils of Newent, 1985 (deutsch: Von der Sonne geküsst, Bastei Lübbe 2004, ISBN 3-404-15090-2)
- A Scattering of Daisies, 1984 (deutsch: Die Kinder des Morgentaus, Bastei Lübbe 2003, ISBN 978-3-404-14953-7)
- A Time for Everything, 1979
- Four Weeks in Venice, 1978
- Richmond Heritage, 1977
- Return to Listowel, 1975
- Troubled Waters, 1975